# Johann Lehner (Politiker)
 Johann Baptist Lorenz Lehner (* 1. November 1827 in Abspann; † 21. Juli 1897 in Erbendorf) war ein deutscher Jurist, Amtsgerichtssekretär und Mitglied des Deutschen Reichstags.

## Leben
Lehner besuchte von 1842 bis 1850 die Lateinschule und das Gymnasium in Amberg. Er hörte danach von 1850 bis 1851 die philosophischen Vorlesungen am Lyceum in Amberg und studierte zwischen 1851 und 1855 Rechtswissenschaften an der Universität München. 1854 bestand er die juristisch-theoretische Prüfung und 1856 den praktischen juristischen Staatskonkurs an der königlich bayerischen Regierung der Oberpfalz in Regensburg. Zwischen 1854 und 1857 war er Rechtspraktikant bei verschiedenen Gerichten und von da bis 1862 Accessist am Bezirksgericht Amberg. Ab 1862 war er als Sekretär bei mehreren Königlich bayerischen Amtsgerichten angestellt.
Von 1884 bis zu seinem Tode 1897 war er Mitglied des Deutschen Reichstags für den Wahlkreis Oberpfalz 5 (Neustadt a. d. Waldnaab, Vohenstrauß, Tirschenreuth) und die Deutsche Zentrumspartei und ab 1882 auch Mitglied der Bayerischen Kammer der Abgeordneten.